# Damián Waller
Damián Waller, vollständiger Name Damián Javier Waller Grosso, (* 9. Juli 1997 in Nueva Helvecia) ist ein uruguayischer Fußballspieler.

## Karriere

### Verein
Der 1,83 Meter große Mittelfeldakteur Waller spielte von 2010 bis 2011 für Nacional aus Nueva Helvecia. 2011 wechselte er in die Nachwuchsabteilung von Defensor Sporting. Dort debütierte er am 22. Mai 2016 für die Profimannschaft in der Primera División, als er von Trainer Eduardo Acevedo am 13. Spieltag der Clausura beim 6:5-Auswärtssieg gegen El Tanque Sisley in der 66. Spielminute für Vicente Sánchez eingewechselt wurde. Insgesamt bestritt er in der Spielzeit 2015/16 nur diese eine Erstligapartie (kein Tor). Während der Saison 2016 kam er einmal (kein Tor) in der Liga zum Einsatz.

### Nationalmannschaft
Waller gehörte 2015 der uruguayischen U-18-Nationalmannschaft an.